# Lo Shen Valles
Le Lo Shen Valles sono una struttura geologica della superficie di Venere.